# (210107) Pistoletto
(210107) Pistoletto est un astéroïde de la ceinture principale.

## Description
(210107) Pistoletto est un astéroïde de la ceinture principale. Il fut découvert le 30 août 2006 à Vallemare Borbona par Vincenzo Silvano Casulli. Il présente une orbite caractérisée par un demi-grand axe de 2,98 UA, une excentricité de 0,02 et une inclinaison de 10,9° par rapport à l'écliptique.